# Terra Indígena Caramuru-Paraguaçu

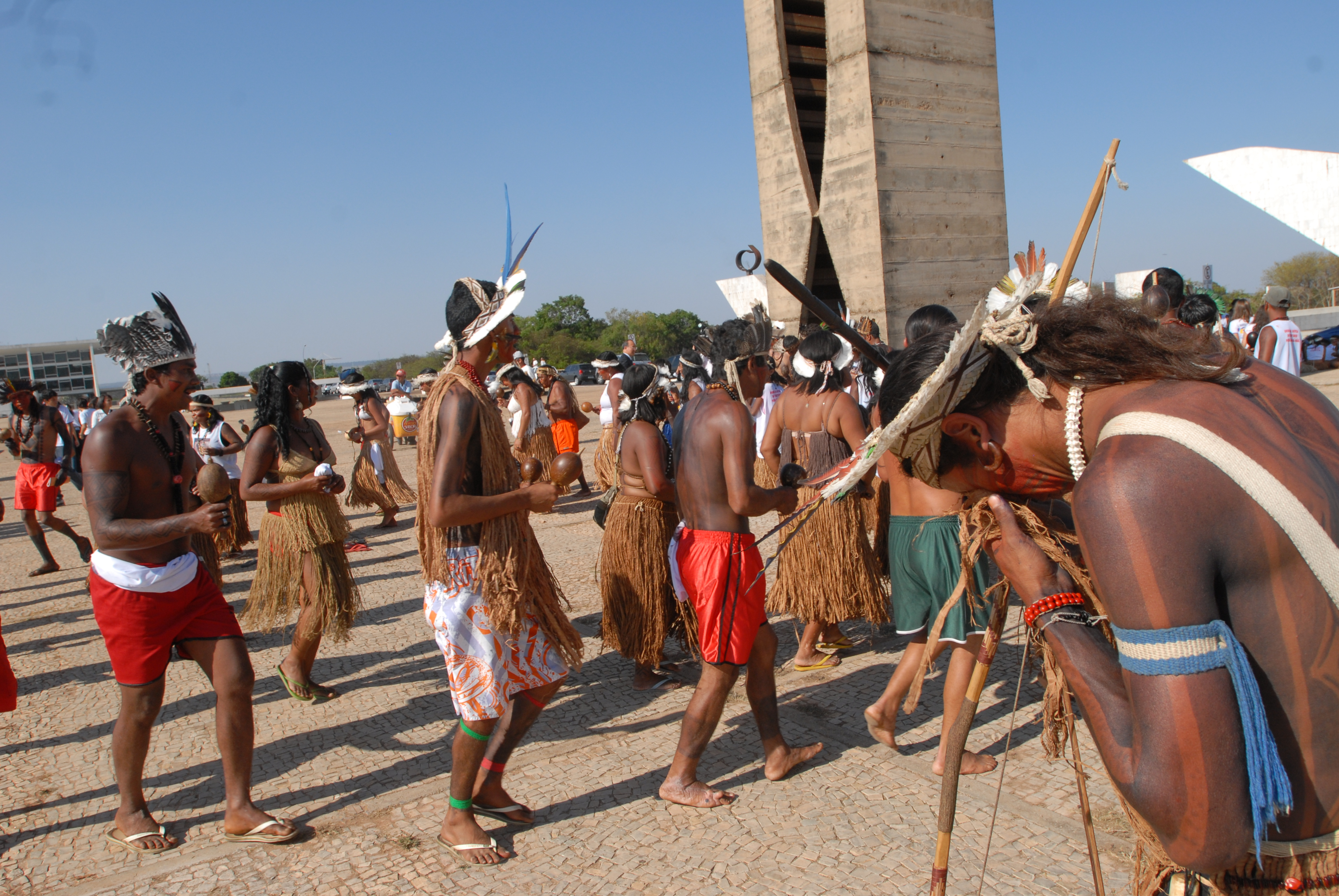
Pataxós hã hã hães em Brasília durante julgamento pelo Supremo Tribunal Federal da nulidade dos títulos da fazenda na terra indígena Caramuru-Paraguaçu

A terra indígena Caramuru-Paraguassu é uma terra indígena de usufruto do povo pataxó hã hã hãe, localizada no sul da Bahia, no Brasil. Possui 54 105 hectares e foi delimitada em 1937 pelo Serviço de Proteção ao Índio. Em 2005, habitavam, a terra, cerca de 2 147 índios, dos quais 1 139 eram homens e 1 008 eram mulheres.

## Histórico
Os primeiros registros da ocupação da terra pelos índios pataxós hã hã hães remonta à 1651. Na década de 1920, o então Ministério da Guerra, juntamente com o estado da Bahia, delimitou a área indígena de ocupação tradicional e criou uma Reserva de 50 léguas quadradas, para o "gozo dos índios tupinambás e pataxó, ou outros que ali são habitantes" pela Lei Estadual 1 916/26.
A partir de 1940, com a expansão da cultura do cacau no sul do estado, o Serviço de Proteção ao Índio (SPI) promoveu assentamentos para não indígenas dentro da reserva indígena, o que gerou conflitos fundiários entre os índios e os ocupantes. Nas décadas de 1960 e 1970, o governo estadual distribuiu títulos de propriedade aos fazendeiros ocupantes. Os conflitos levaram, à morte, mais de 30 lideranças indígenas que reivindicavam o usufruto da terra.[carece de fontes?]
A Constituição Federal do Brasil de 1988, no seu artigo 231, reconhece o direito dos povos indígenas sobre suas terras tradicionais, sendo esses direitos originários, inalienáveis e imprescritíveis. Ainda em 1982, a Fundação Nacional do Índio entrou com processo pedindo a anulação dos títulos. Em 24 de setembro de 2008, o processo entrou na pauta do Supremo Tribunal Federal, sendo o voto do relator, o ministro Eros Grau, favorável aos índios. O julgamento foi suspenso após pedido de vistas pelo ministro Carlos Alberto Direito. Em outubro de 2011, a votação foi novamente adiada, a pedido do governo da Bahia.
Ao longo deste tempo, através de procedimentos estabelecidos para processo de regularização fundiária segundo o Decreto 1 775/96, a Fundação Nacional do Índio já retirou 336 pequenos fazendeiros mediante pagamento de suas benfeitorias. Para dar continuidade a este processo, o órgão aguarda o julgamento da ação ACO31/STF. A partir de janeiro de 2012, os índios passaram a ocupar as áreas dentro da reserva indígena anteriormente demarcada que são atualmente exploradas por fazendeiros não indígenas, como forma de pressão para reaver seu território. Isto vem gerando tensão na região, que culminou com a morte do indígena José Reis Muniz de Andrade na localidade por omissão de socorro, no dia 23 de fevereiro deste ano, devido a bloqueio realizado por pistoleiros. Em 3 de abril de 2012, a ministra Cármen Lúcia entrou com pedido de urgência para votação da ACO 312 no Supremo Tribunal Federal.
No dia 2 de maio de 2012, o Supremo Tribunal Federal considerou nulos os títulos de propriedades de terras concedidas a fazendeiros e agricultores dentro da reserva indígena. O placar final foi de 7 votos favoráveis a 1. O Supremo Tribunal Federal determinou também que a União é que deve decidir como e quando os fazendeiros devem desocupar as fazendas - e se os até então proprietários devem ser indenizados.

## Características

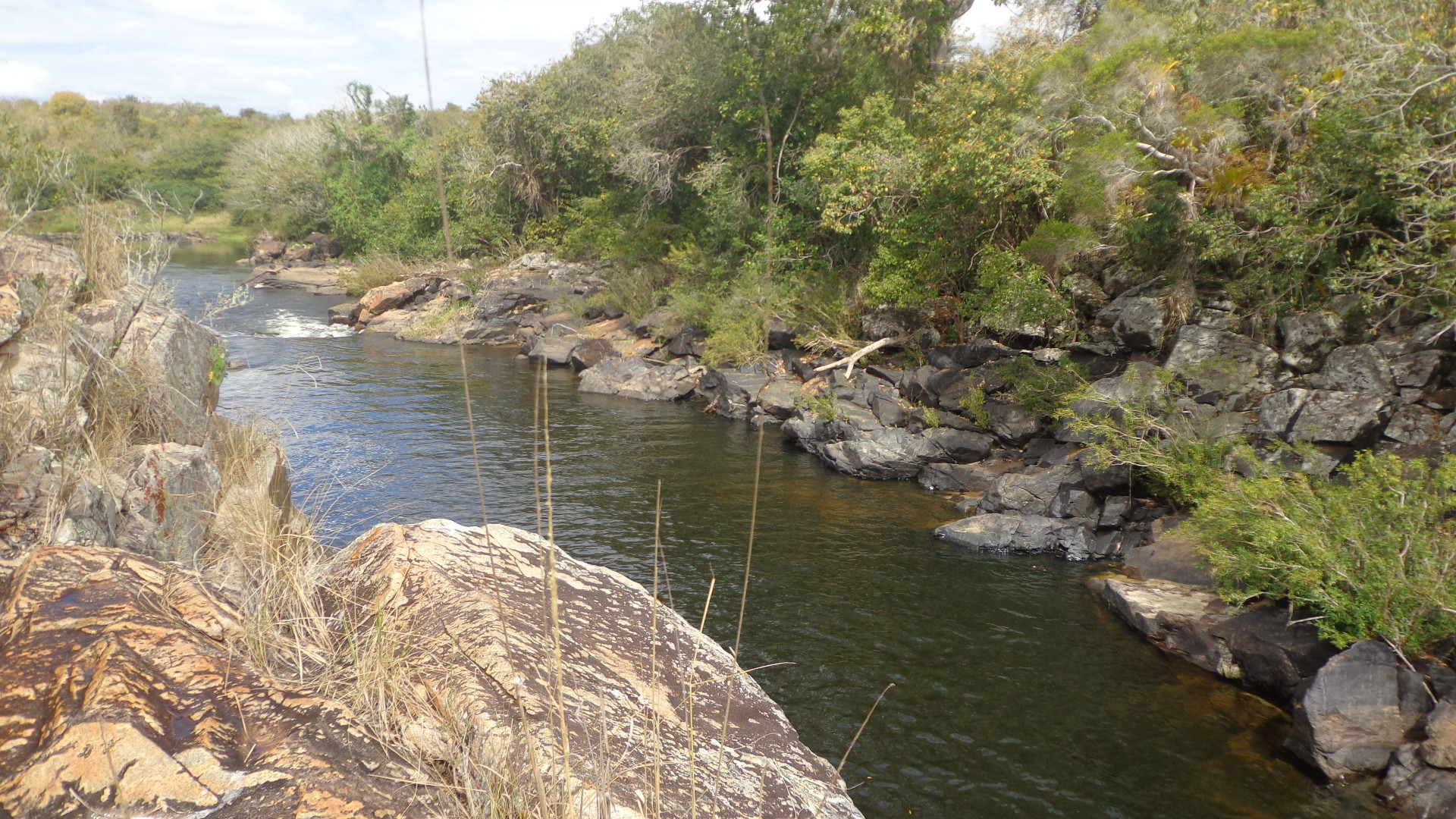
Trecho do rio Pardo na terra indígena Caramuru-Paraguaçu

A terra indígena Caramuru-Paraguaçu abrange áreas dos municípios de Itaju do Colônia, Camacan e Pau Brasil, no estado da Bahia. Compreende a região entre o rio Cachoeira ou Colônia (norte) e o rio Pardo (sul). O único recurso hídrico da reserva é o riacho Salgado, de água salobra. A água para consumo provém de estocagem das águas pluviais ou de carros-pipa.[carece de fontes?]